# Vingers kommun
Vingers kommun (norska: Vinger kommune) var en kommun i Hedmark fylke i östra Norge. Staden Kongsvinger utgjorde kommunens centralort men ingick inte i kommunen.

## Administrativ historik
Vingers kommun upprättades den 1 januari 1838 (som Vinger formannskapsdistrikt) när Formannskapslovene från 1837 trädde i kraft. Kommunen omfattade då den södra delen av nuvarande Kongsvingers kommun samt hela nuvarande Eidskogs kommun.
Den 7 februari 1855 bröts stadskommunen Kongsvinger ut ur kommunen som då minskade från 11 419 invånare före delningen till 10 947 invånare efter.
1864 bröts Eidskogs kommun ut ur kommunen som då minskade från 13 146 invånare före delningen till 6 226 invånare efter. Den återstående delen omfattade den södra delen av nuvarande Kongsvingers kommun (landsbygden kring staden Kongsvinger).
Den 1 januari 1876 överfördes ett bebott område (med 209 invånare) från Vingers kommun till Kongsvingers kommun.
Den 1 januari 1964 gick Vingers kommun, tillsammans med Brandvals kommun, upp i Kongsvingers kommun. Kommunens hade då 6 257 invånare.